# Stefan Eriksson
Stefan Eriksson (ur. 14 grudnia 1961) – szwedzki kryminalista z Uppsali, oskarżony o defraudację i powiązany z bankructwem firmy Tiger Telematics (producenta konsoli Gizmondo), której dług wyniósł 300 milionów dolarów.
Znany przez szwedzką policję jako "Tjock-Steffe" ("Gruby Stefan") i jako "Bankier". Na początku lat 90. został szefem grupy zwanej przez prasę Uppsalamaffia.
Oprócz Ferrari Enzo jeździł także Mercedesem SL z tablicą rejestracyjną o literach "GEO" (w szwedzkim języku wymowa podobna do kubańskiego llello (potoczne określenie kokainy, użyte przez Ala Pacino w filmie "Człowiek z blizną" z roku 1983)).
Głośne stało się zniszczenie przez niego samochodu Ferrari Enzo 21 lutego na amerykańskiej drodze Pacific Highway (California 1). Podczas jazdy jego pasażer nakręcił film, na którym można zobaczyć 320 km/h na liczniku.
Zatrzymany przez amerykańską policję 8 kwietnia 2006, za kradzieże aut, posiadanie kokainy, posiadanie niedozwolonej broni, jazdę po pijanemu i inne przestępstwa.